# Chris Smith (båtkonstruktör)

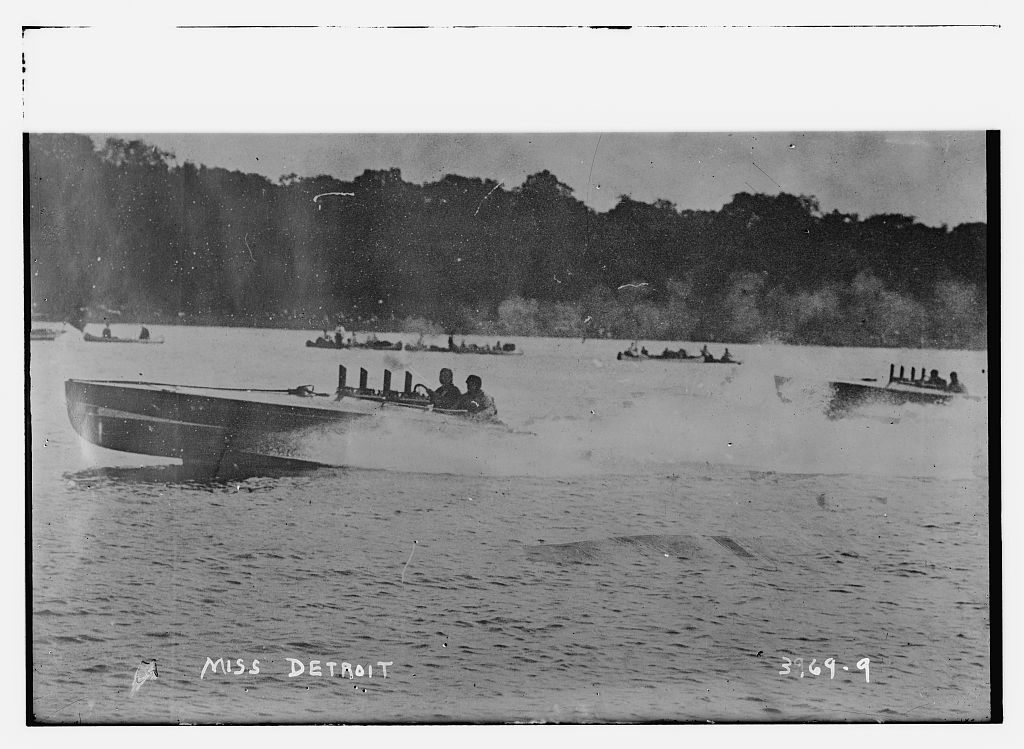
Den första Miss Detroit, 1915-1920.

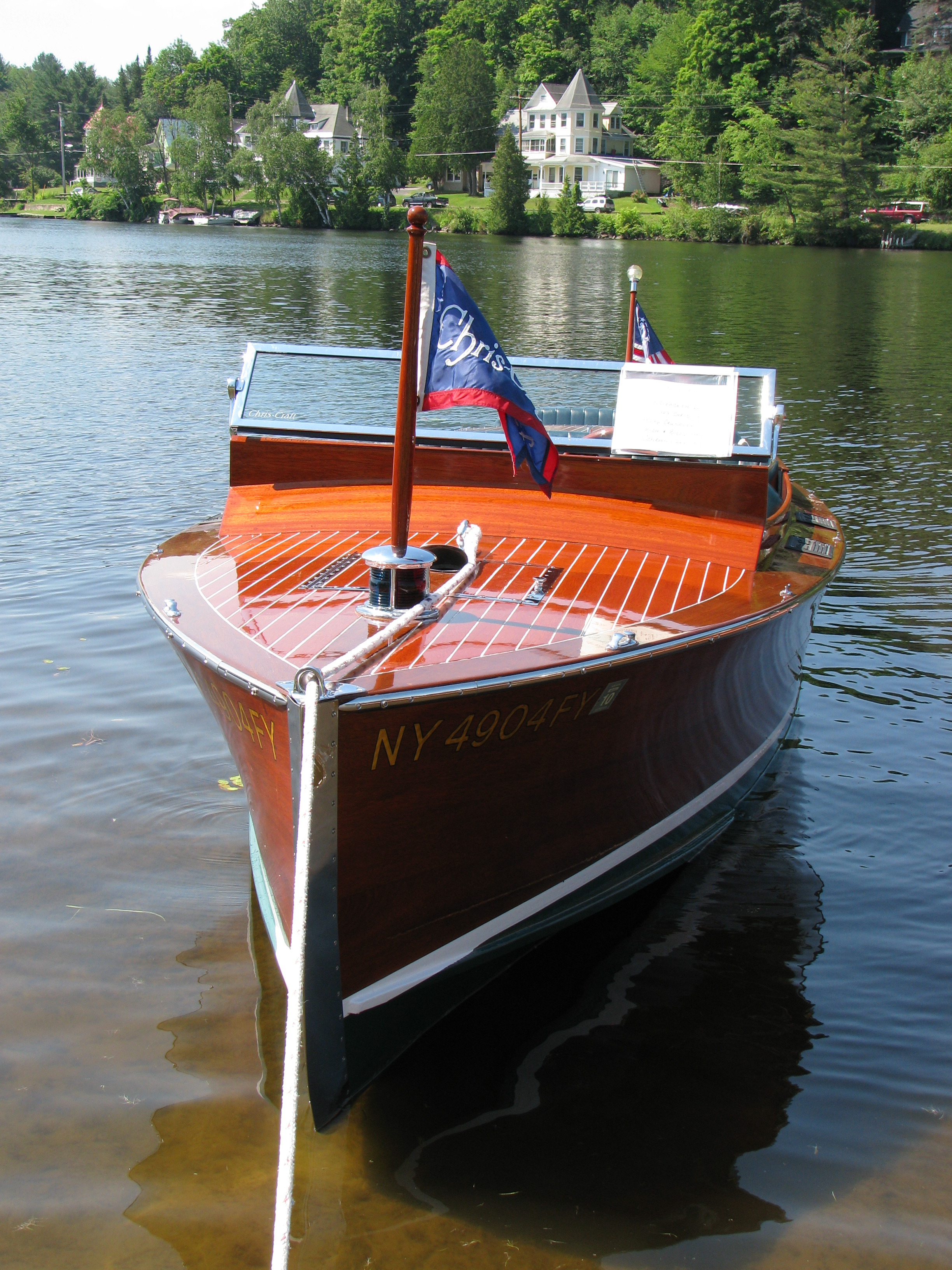
En Chris Craft av modell Cadet, vilken lanserades 1927, fotograferad på Schroon Lake i delstaten New York.

Christopher (Chris) Columbus Smith, född 20 maj 1861 i St. Clair County i Michigan i USA, död 9 september 1939 i Mount Clemens, Macomb County, Michigan, USA, var en amerikansk båtkonstruktör och båtbyggare.
Chris Smith växte från sju års ålder upp i byn Algonac vid Saint Clairefloden. Han och hans äldre bror Hank byggde 1874 den första båten för den andjakt de bedrev. Från 1881 byggde bröderna båtar till kunder på heltid. 
Han gifte sig 1884 med Anna Rattray och öppnade ett kommersiellt varv. Han blev postmästare i Algonac och ordförande i Algonacs handelskammare 1989.
Tillsammans med affärsmannen John Ryan bildade Chris Smith 1910 båtvarvet Smith-Ryan Boat Company i Algonac, som efter det att Ryan gått i konkurs från 1913 ägdes av Smith ensam som CC Smith Boat & Engine Company. Varvet byggde 1915 för en grupp intressenter i Detroit den stora racerbåten Miss America I, vilken året därpå köptes av Garfield Wood. Denne övertog samtidigt ett majoritetsintresse i varvet, men Chris Smith fortsatte med båtbyggandet inom verksamheten.
Samarbetet mellan Chris Smith och Garfield Wood upphörde 1922. Chris Smith grundade därefter med sina söner Jay, Bernard, Owen och Hamilton Chris Smith & Sons Boat Company i Algonac. Jay Smith tog över den verkställande ledningen i företaget 1927, vilket 1930 omdöptes till Christ-Craft Boats.